# 羅西格諾爾
6°16′25″N 57°32′25″W / 6.27361°N 57.54028°W.

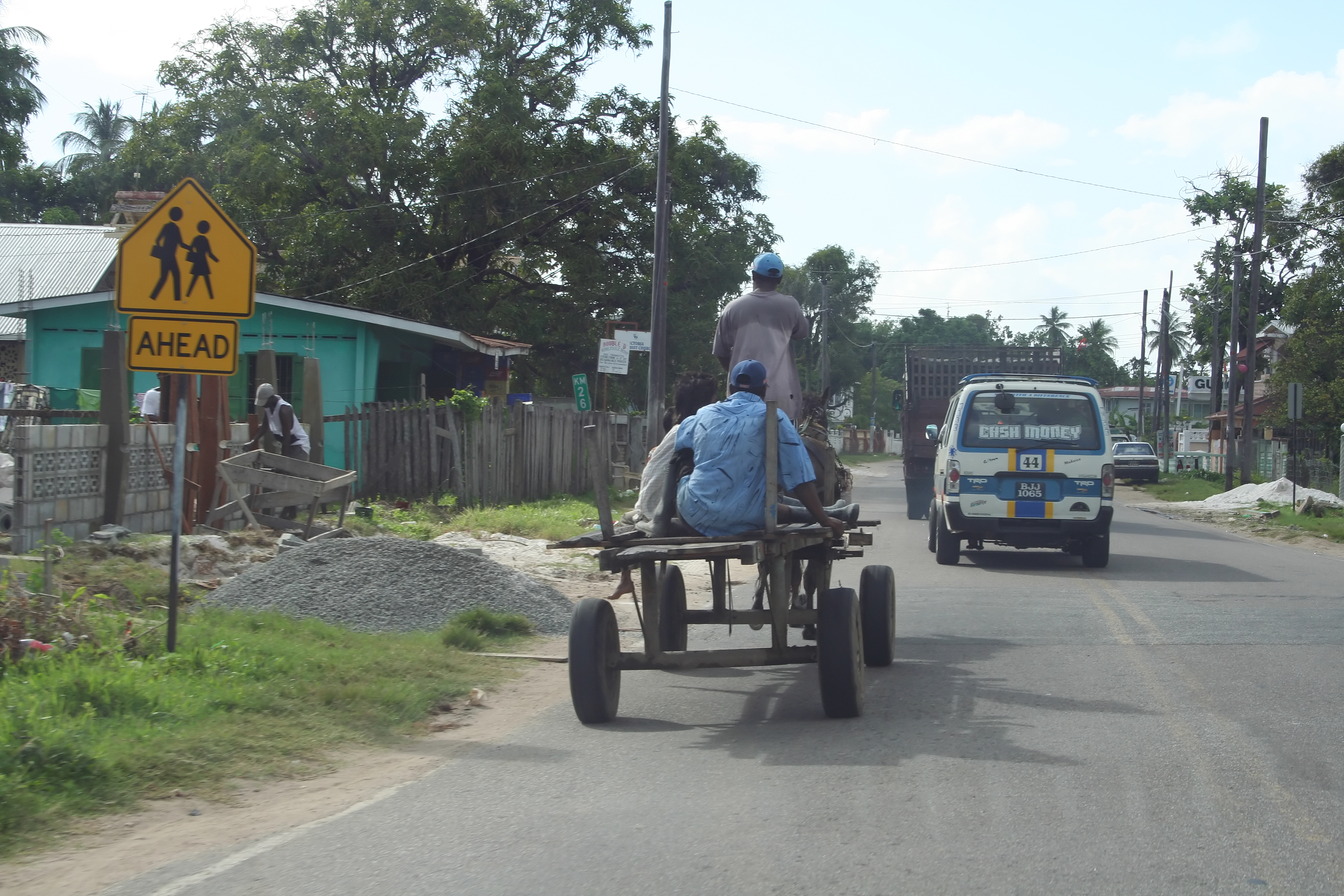

羅西格諾爾是圭亞那的城鎮，由馬海卡-伯比斯區負責管轄，位於該國東北部伯比斯河西岸，距離新阿姆斯特丹4公里，處於海拔水平面，2010年人口3,108。